# CSS-13
CSS-13 – polski samolot wielozadaniowy, zaprojektowany i zbudowany w Centralnym Studium Samolotów w Warszawie na podstawie licencji radzieckiego samolotu Po-2.

## Historia
W 1947 lotnictwo ludowego Wojska Polskiego zwróciło się z zamówieniem do polskiego przemysłu lotniczego o podjęcie produkcji seryjnej radzieckiego samolotu szkolno-łącznikowego Po-2. W ZSRR zgodzono się na sprzedaż jego licencji i w Centralnym Studium Samolotów w Warszawie w 1948 pod kierunkiem magistra inżyniera Stanisława Lassoty przygotowano dokumentację licencyjną samolotu. Samolot w wersji licencyjnej różnił się od pierwowzoru Po-2 innym rodzajem lotek, miał trymer na sterze wysokości, inne owiewki amortyzatorów i niektóre przyrządy pokładowe, drobne ulepszenia w konstrukcji płatowca, a także usprawniony rozruch silnika gwiazdowego.
Tak opracowany samolot oznaczono CSS-13 i skierowano do produkcji seryjnej. Prototyp samolotu o znakach SP-AKZ zbudowano w PZL Mielec w 1948. Swój pierwszy lot wykonał on w dniu 18 grudnia 1948 a pilotami byli Ludwik Lech i Kazimierz Tyrlik. W roku następnym przeprowadzono w Instytucie Lotnictwa w Warszawie jego homologację. Podczas prób stwierdzono, że samolot odznacza się dobrymi właściwościami pilotażowymi oraz zachowuje się bezpiecznie przy starcie i lądowaniu. Produkcja seryjna samolotu trwała w PZL Mielec od 1949 do 1950, a następnie w latach 1952–1956 w WSK Okęcie w Warszawie. Łącznie w latach 1949–1956 wyprodukowano 560 samolotów CSS-13, z tego 180 w PZL Mielec i 380 w WSK Okęcie.
W 1953 został jeszcze zbudowany i oblatany na lotnisku Okęcie w Warszawie prototyp wersji sanitarnej samolotu CSS-13, oznaczony jako CSS S-13 zaprojektowany przez magistra inżyniera Tadeusza Sołtyka. Łącznie wyprodukowano 59 samolotów tego typu.
W 1954 w związku z wyjaśnianiem przyczyny katastrofy lotniczej samolotu wojskowego CSS S-13 (wersja sanitarna) do której doszło w dniu 25 maja 1954 kiedy zaraz po starcie z Okęcia samolot z pilotem i nawigatorem na pokładzie rozbił się o ziemię, w Zakładzie Wytrzymałości Instytutu Lotnictwa pod kierunkiem szefa tego Zakładu inżyniera Tadeusza Chylińskiego przeprowadzono statyczną próbę wytrzymałościową komory dwupłata CSS-13. Badania wykazały niewystarczającą wytrzymałość okuć.                

## Użycie w lotnictwie polskim
Pierwsze nowe samoloty skierowano do jednostek lotniczych i szkół wojskowych już w 1949. W pierwszej połowie lat 50. XX wieku samoloty CSS-13 stanowiły podstawowy samolot w eskadrach i kluczach łącznikowych wojsk lotniczych. Stosowano wersje: łącznikową wyposażoną w podwójny układ sterowniczy, bombową z wziernikiem w dolnym prawym skrzydle do namierzania celownikiem oraz z zamkami bombowymi pod płatem i umieszczonym na grzbiecie kadłuba, z tyłu za drugą kabiną na stojaku, ruchomym lotniczym karabinem maszynowym. Oprócz wojsk lotniczych samoloty CSS-13 były używane w jednostkach lotniczych Marynarki Wojennej oraz w Wojskach Ochrony Pogranicza do patrolowania granicy państwa.
W latach 1953–1955 Polskie Linie Lotnicze LOT eksploatowały 20 samolotów CSS-13 przystosowanych do celów rolniczych (opylanie upraw i lasów). W aeroklubach samoloty CSS-13 wykorzystywano w latach 60. do szkolenia w pilotażu, do lotów treningowych, holowania szybowców, lotów dyspozycyjnych, wywożenia skoczków spadochronowych.
Samoloty CSS-13 były użytkowane w lotnictwie polskim do 1978.

## Egzemplarze muzealne
Samoloty CSS-13 są eksponowane w następujących muzeach:
- Muzeum Oręża Polskiego w Kołobrzegu – CSS-13, numer seryjny 8-0511
- Muzeum Narodowe Rolnictwa i Przemysłu Rolno-Spożywczego w Szreniawie – CSS-13 rejestracja SP-AHS, numer seryjny 0434
- Muzeum Lotnictwa Kbely w Kbely (Czechy) – CSS-13 rejestracja SP-BHA
- Muzeum Lotnictwa Węgierskiego w Szolnoku (Węgry)

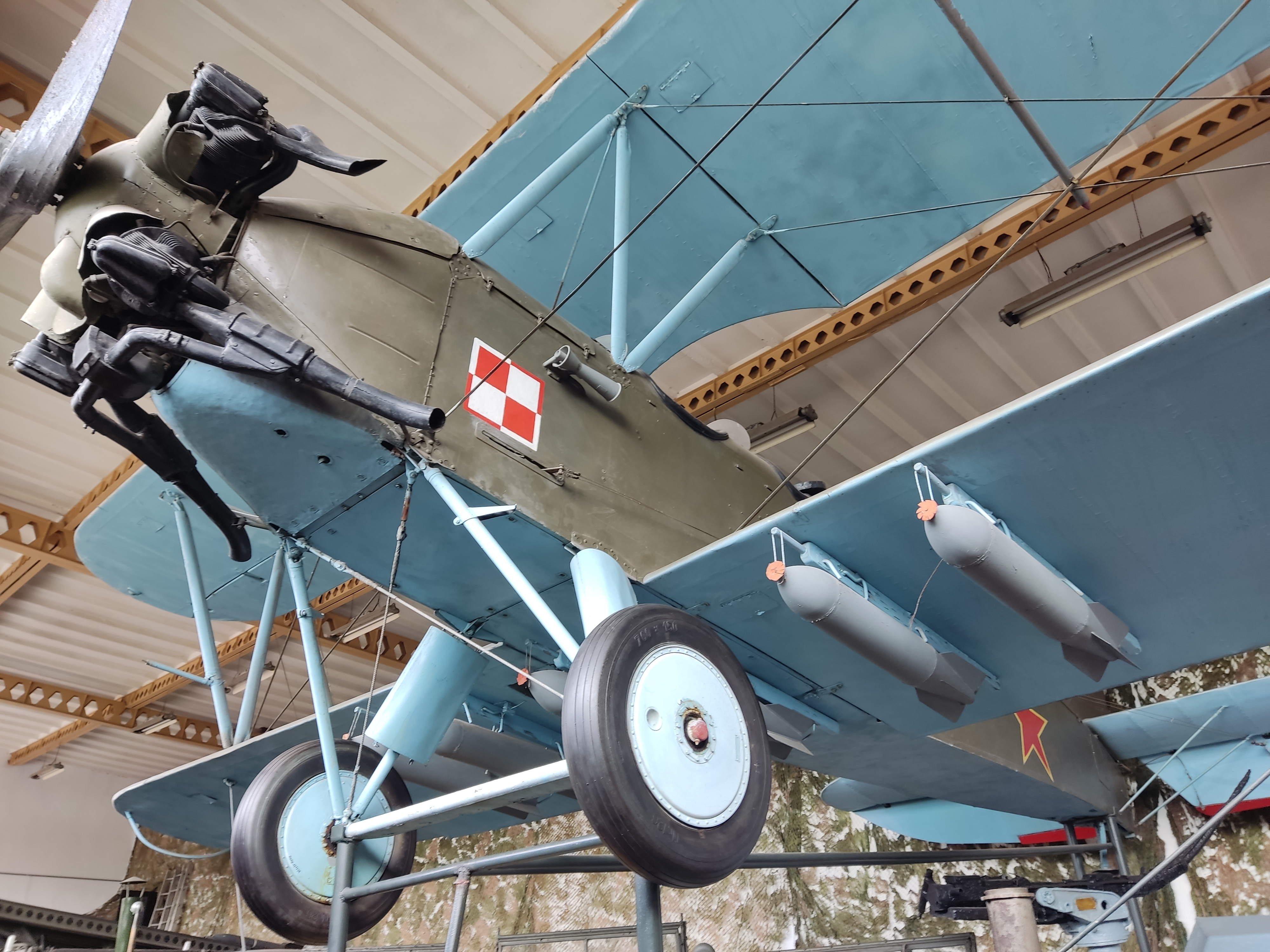
CSS-13 (numer seryjny 8-0511), Muzeum Oręża Polskiego w Kołobrzegu

## Opis konstrukcji
Samolot CSS-13 był dwumiejscowym samolotem wielozdaniowym, dwupłatem o konstrukcji mieszanej, podwozie klasyczne, dwugoleniowe – stałe, napęd silnik gwiazdowy.